# Kirkwall
Kirkwall (scots Kirkwaa, gael. Baile na h-Eaglaise, stnrd. Kirkjuvágr) – stolica i największe miasto Orkadów, archipelagu u północnych wybrzeży Szkocji. 

## Współczesność
Działa tu przemysł spożywczy, budowa łodzi i port morski. Miasto liczy ok. 9 tys. mieszkańców. Posiada połączenia promowe z Aberdeen i Lerwick.

## Zabytki i osobliwości
Do najważniejszych zabytków miejscowości należą:
- katedra św. Magnusa z ciosów lokalnego piaskowca,
- ruiny pałacu biskupiego,
- ruiny pałacu Earlów,
- ulica Szeroka (Broad Street) zabudowana szarobiałymi domami z XVI wieku[1].

Do lokalnych specjałów kulinarnych należą tabliczki krówkowe o nazwie Orkney Fudge oraz okrągłe orkadzkie sery. 